# Angelo Valori
Angelo Valori (Ascoli Piceno, 18 aprile 1960) è un compositore, direttore d'orchestra e musicista italiano.

## Biografia
Dopo aver studiato pianoforte con Marco Fumo, Angelo Valori si diploma in composizione e direzione d'orchestra presso i Conservatori di Pescara e L'Aquila, con i maestri Mario Gusella e Donato Renzetti.
Le sue prime esperienze musicali avvengono nell'ambito della musica sperimentale e di avanguardia: le sue partiture sono state eseguite in rassegne importanti – quali il Teatro dell'Opera di Roma, il Teatro Stabile di Torino, il Teatro Lirico di Parma, l'Autunno Musicale di Como – e inserite nelle programmazioni delle principali radio nazionali europee.
Dopo questa prima fase, le sue produzioni sono improntate al jazz e alle influenze della musica mediterranea. In questo senso, ha dato vita alla formazione M.Edit Ensemble con la quale ha realizzato diversi CD – Gli anni del buio, Dove volano gli Angeli e Il Caffè dalle Americhe. Nel 2009 è stato scelto dall'etichetta EGEA Records per realizzare Notturno Mediterraneo, disco in cui le sue composizioni sono state registrate da Gabriele Mirabassi, Pietro Tonolo, Marco Zurzolo e Gil Goldstein.

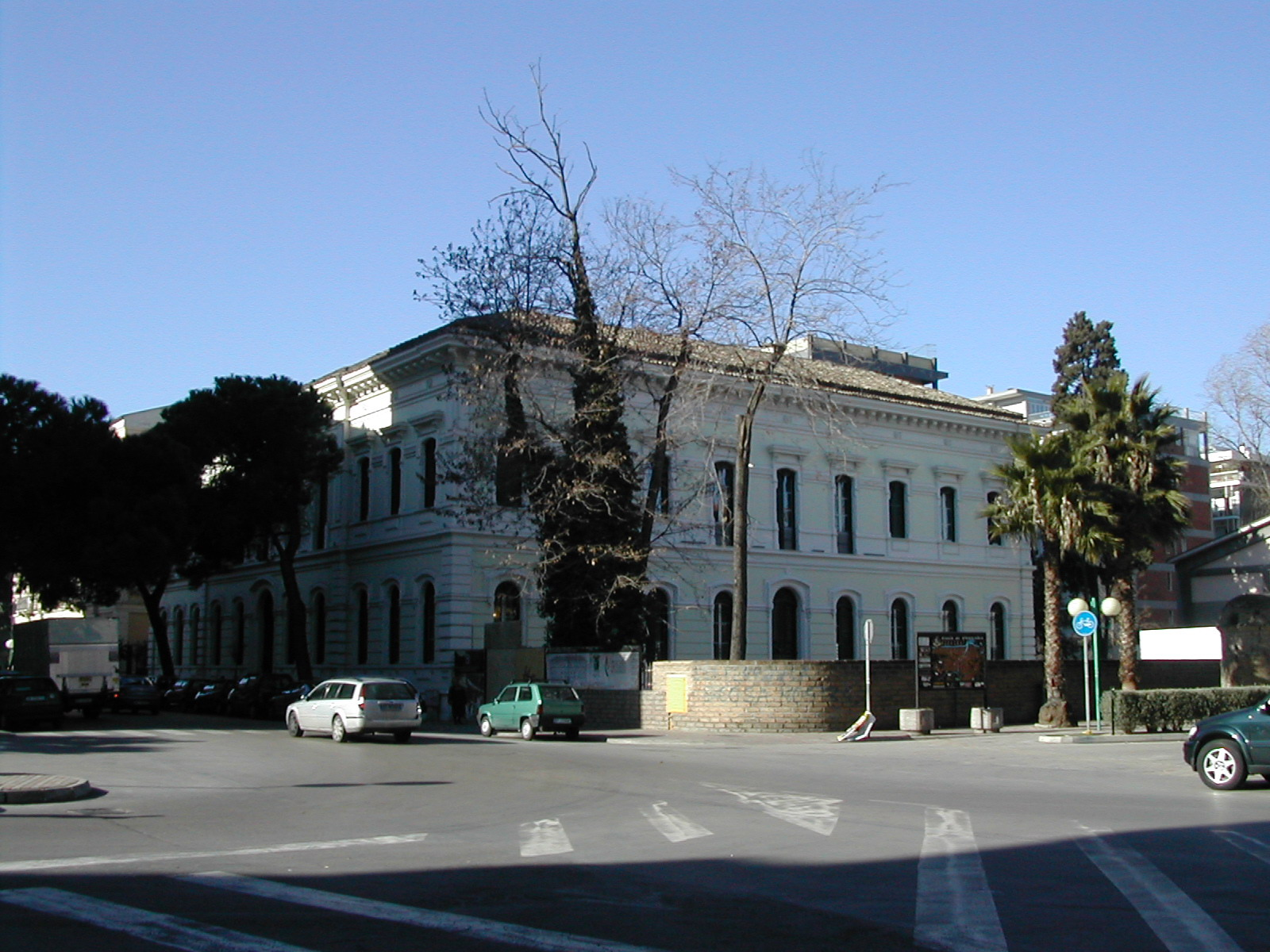
Il Conservatorio Luisa D'Annunzio

Nel 2008, Valori ha composto le musiche per lo spettacolo di danza Cleopatra - Il potere dell'amore, rappresentato al Teatro dell'Opera di Roma dalla Compagnia di Danza di Patrizia Cerroni & I Danzatori Scalzi.
Nel 2010, ha realizzato le musiche per lo spettacolo Water, rappresentato in prima assoluta al Festival VignaleDanza dal Gruppo E-Motion di Francesca La Cava.
È docente presso il Conservatorio "Luisa D'Annunzio" di Pescara, dove coordina la Scuola di Popular Music e tiene i corsi di Teoria musicale e Contemporary Writing. È stato direttore artistico del Teatro Massimo, storica struttura di Pescara, e del Teatro Circus.

## Formazioni
- M.Edit Ensemble
- EGEA Orchestra

## Discografia
- The Lodger (Ecam LAB 2007)
- Gli anni del buio (Ecam LAB 2007)
- Abruzzo Mediterraneo (Wide Sound 2008)
- Dove volano gli Angeli (Wide Sound 2008)
- Notturno Mediterraneo (Egea Records 2009)
- Il Caffè dalle Americhe (Wide Sound 2011)